# پادشاهی مونته‌نگرو
پادشاهی مونته‌نگرو (به صربی: Краљевина Црнa Горa) سلطنتی در اروپای جنوب‌ شرقی بود که دوره آن همزمان با جنگ در شبه‌جزیره بالکان و آغاز جنگ جهانی اول در اروپا می‌شد. این دولت قانوناً حکومت پادشاهی مشروطه داشت اما عملاً به صورت سلطنت مطلقه اداره می‌شد. در ۲۸ نوامبر ۱۹۱۸ میلادی مونته‌نگرو با پادشاهی صربستان متحد شد. درست سه روز بعد، از این اتحاد پادشاهی یوگسلاوی به‌وجود آمد.

## تاریخچه
خبر تأسیس پادشاهی مونته‌نگرو در ۲۸ اوت ۱۹۱۰ میلادی توسط نیکولاس اول در ستینیه اعلام شد. نیکولاس اول که از ۱۸۶۰ میلادی به عنوان شاهزاده بر مونته‌نگرو حکومت می‌کرد، اقدامات متعددی در این کشور انجام داده بود؛ برای مثال، واحد پول جدیدی به نام پرپر مونته‌نگرو عرضه کرده بود و نظام حکومتی پادشاهی مشروطه را در کشورش مستقر نموده بود.
با شروع جنگ جهانی اول در اروپا، مونته‌نگرو با صربستان و متفقین متحد شد؛ اگرچه متحمل خسارات زیادی شد. از ۱۵ ژانویه ۱۹۱۶ تا اکتبر ۱۹۱۸ میلادی، مونته‌نگرو در اشغال اتریش-مجارستان بود. با پایان جنگ، دو کشور مونته‌نگرو و صربستان به تاریخ ۲۸ نوامبر ۱۹۱۸ میلادی با هم متحد شدند اما اینک میان فرمانروای صربستان و شاه نیکولاس اول اختلاف بر سر این که چه کسی شاه سرزمین جدید باشد، درگرفت و عاقبت به شکست نیکولاس و تبعید او انجامید.

## فرمانروایان

### شاه مونته‌نگرو (۱۹۱۰–۱۹۱۸)
- نیکولاس اول (۱۹۱۰–۱۹۱۸)

### مدعیان تاج و تخت (۱۹۱۸-امروزه)
- نیکولاس اول (۱۹۱۸–۱۹۲۱)
- دانیلو (دانیلو سوم) (۱۹۲۱)
- میخاییل (میخاییل اول) (۱۹۲۱–۱۹۸۶)
- نیکولاس (نیکولاس دوم) (۱۹۸۶-امروزه)

### نخست وزیران (۱۹۱۰–۱۹۱۶)
- لازار تومانوویچ (۱۹۱۰–۱۹۱۲)
- میتار مارتینوویچ (۱۹۱۲–۱۹۱۳)
- یانکو وکوتیچ (۱۹۱۳–۱۹۱۵)
- میلو ماتانوویچ (۱۹۱۵–۱۹۱۶)

## تصاویر

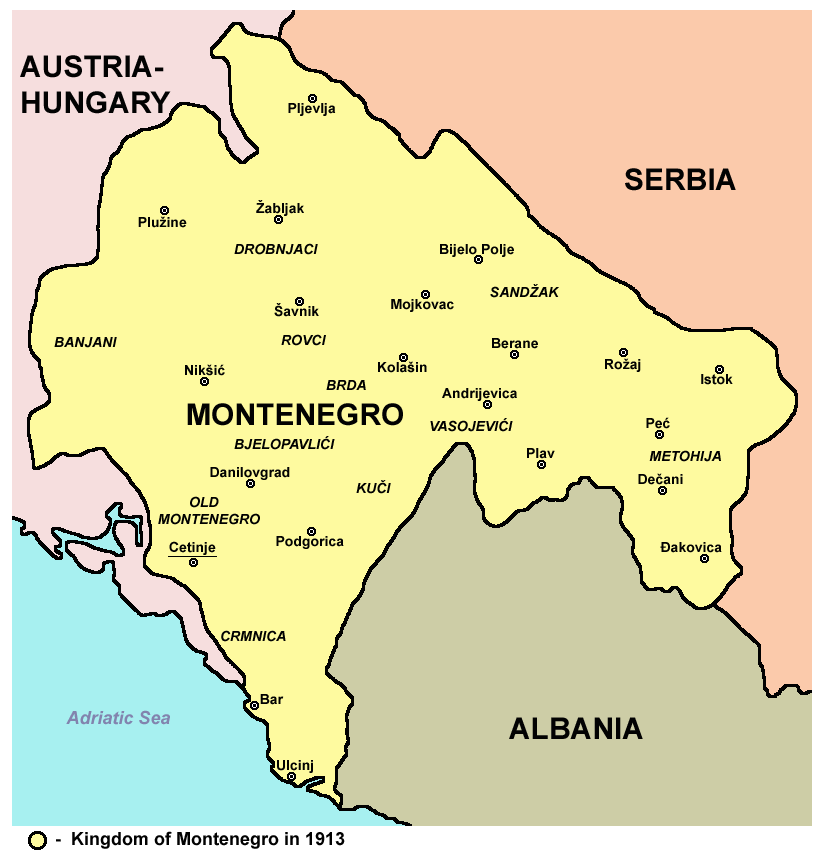
پادشاهی مونته‌نگرو در ۱۹۱۳.
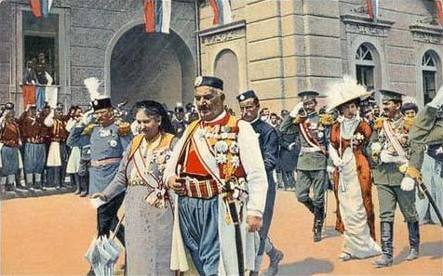
اعلام تأسیس پادشاهی مونته‌نگرو در ۲۸ اوت ۱۹۱۰.